# Mảng Thái Bình Dương

Mảng Thái Bình Dương có màu vàng nhạt trên bản đồ này

Mảng Thái Bình Dương là một mảng kiến tạo đại dương nằm dưới Thái Bình Dương.
Về phía bắc của mặt phía đông là ranh giới phân kỳ với mảng Explorer, mảng Juan de Fuca và mảng Gorda tạo ra các sống đại dương tương ứng là sống đại dương Explorer, sống đại dương Juan de Fuca và sống đại dương Gorda. Ở đoạn giữa của mặt đông là ranh giới biến dạng với mảng Bắc Mỹ dọc theo đứt gãy San Andreas và ranh giới với mảng Cocos. Ở phía nam của mặt đông là ranh giới phân kỳ với mảng Nazca tạo thành đới nâng đông Thái Bình Dương.
Mặt nam của nó là ranh giới phân kỳ với mảng Nam Cực tạo thành sống núi Thái Bình Dương - Nam Cực.
Mặt phía tây là ranh giới hội tụ đang chìm lún xuống phía dưới mảng Á-Âu ở phía bắc và mảng Philippin ở đoạn giữa tạo ra rãnh Mariana. Tại phía nam của mặt này, mảng Thái Bình Dương có ranh giới phức tạp nhưng nói chung là hội tụ với mảng Ấn-Úc, đang chìm lún xuống phía dưới nó tại phía bắc New Zealand tạo thành rãnh Tonga và rãnh Kermadec. Phay Alpine đánh dấu ranh giới biến dạng giữa hai mảng này và xa hơn về phía nam thì mảng Ấn-Úc lại chìm lún xuống phía dưới mảng Thái Bình Dương tạo ra rãnh Puysegur. Phần của Zealandia về phía đông ranh giới này là khối lớp vỏ lục địa lớn nhất của mảng Thái Bình Dương.
Mặt phía bắc là ranh giới hội tụ đang chìm lún xuống phía dưới mảng Bắc Mỹ tạo thành rãnh Aleut và tương ứng với nó là quần đảo Aleut.
Mảng Thái Bình Dương chứa một điểm nóng tạo thành quần đảo Hawaii.